# Casa Lustron de Doit W. McClellan
La Casa Lustron de Doit W. McClellan es una histórica residencia prefabricada de acero esmaltado ubicada en Jackson, Alabama, Estados Unidos. Diseñada y construida por Lustron Corporation, este ejemplo es uno de los dos que existen en Jackson. El otro, la Casa Lustron de J. P. McKee, se ubica a unos metros de distancia.

## Historia
Las casas Lustron solo se produjeron durante un período de dos años, y se sabe que se han fabricado 2.495. Muchos de las que quedan se han modificado significativamente. Se sabe que se ordenaron veinte casas Lustron en Alabama, aunque no está claro si se erigieron veinte. Solo quedaban once en el 2000. Los historiadores de la arquitectura de la Comisión Histórica de Alabama creen que los dos en Jackson pueden haber sido los primeros erigidos en el estado.
Las dos casas Lustron en Jackson fueron erigidas en 1949 por un distribuidor local de Lustron, J.P. McKee de McKee Construction Company. Una jornada de puertas abiertas para ambos Lustrons se llevó a cabo a partir del 16 de abril de 1949. A partir de 2000, los exteriores de ambas cámaras estaban en cerca – a – estado original. Ambos estaban siendo utilizados como propiedades de alquiler.
La casa forma parte del Registro Nacional de Lugares Históricos. Fue inscrito en el Registro Nacional el 24 de febrero de 2000, debido a su importancia arquitectónica.

## Descripción
La Casa Lustron de Doit W. McClellan es un ejemplo del modelo de 2 dormitorios "Westchester" de Lustron. Conserva el techo de acero esmaltado original, los paneles de las paredes y la columna de soporte en "zig-zag". Las casas Lustron venían en cuatro colores exteriores, la casa McClellan está en el color "Dove Grey" de la compañía. Desde entonces, los paneles se han pintado y cambiado a blanco.